# Републикански път III-802
Републикански път IIІ-802 е третокласен път, част от Републиканската пътна мрежа на България, преминаващ по територията на област София и област Перник. Дължината му е 27,2 km.
Пътят се отклонява надясно при 48,6 км на Републикански път I-8 северозападно от ж.к. "Люлин" и се насочва на югозапад през Софийската котловина. Преминава през центъра на град Банкя и в подножието на планината Люлин, във вилната зона на града, асфалтовото покритие свършва. След като преодолее планината и навлезе в Пернишка област пътят е отново с асфалтова настилка, минава през село Дивотино, слиза в Пернишката котловина и достига до северозападната част на град Перник, където се съединява с Републикански път II-63 при неговия 2,1 km.
| Пътища, отклоняващи се надясно (населено място, № на пътя, посока на пътя) | km   | Пътища, отклоняващи се наляво (посока на пътя, № на пътя, населено място) |
| -------------------------------------------------------------------------- | ---- | ------------------------------------------------------------------------- |
| Област София, I-8, 48,6 km →                                               | 0,0  | → 48,6 km, I-8, Област София                                              |
| гр. Банкя                                                                  | 6,7  | → гр. Банкя, общински път (за с. Иваняне)                                 |
| гр. Банкя                                                                  | 8,0  | ← гр. Банкя, 7 km, III-189 (от 6,4 km на II-18)                           |
| Община Перник, Област Перник                                               | 13,3 | Област Перник, Община Перник                                              |
| с. Дивотино                                                                | 22   | → с. Дивотино, общински път (за с. Люлин)                                 |
| (до ГКПП Стрезимировци) II-63, 2,1 km, гр. Перник ←                        | 27,2 | ← гр. Перник, 2,1 km, II-63 (от гр. Перник)                               |